# 大分県薬剤師会
公益社団法人大分県薬剤師会（こうえきしゃだんほうじんおおいたけんやくざいしかい、英称: Oita Pharmaceutical Association）は、大分県知事所管の大分県の薬剤師を会員とする公益法人。

## 本部所在地
〒870-0855 大分県大分市大字豊饒字光屋441-1

## 郡市薬剤師会
- 大分市薬剤師会
- 別府市薬剤師会
- 中津薬剤師会
- 宇佐市薬剤師会
- 高田支部
- 国東支部
- 杵築支部
- 日田支部
- 玖珠支部
- 三重支部
- 佐伯支部
- 津久見支部
- 坂ノ市支部
- 竹田支部
- 病診支部
- 行政支部